# The Inside Story

The Inside Story  est un film américain réalisé par Allan Dwan et sorti en 1948.

## Synopsis
Un fermier ne cesse d'entasser ses gains dans un coffre à la banque. Oncle Ned, le plus vieil habitant du village, lui explique que l'argent n'est pas fait pour être thésaurisé mais pour circuler. Il se sert d'un exemple, lié à son propre vécu. Ainsi, quelques années après le fameux krach boursier, plus exactement en 1933, les tribulations de plusieurs billets de banques — l'équivalent de mille dollars — avait permis de sauver un homme du suicide, de rétablir la confiance d'un jeune couple en détresse, d'éviter la faillite d'un hôtel et d'un commerce…

## Fiche technique
- Titre original : The Inside Story
- Réalisation : Allan Dwan
- Scénario : Mary Loos (en) et Richard Sale, d'après une histoire de Ernest Lehman et Geza Herczeg
- Photographie : Reggie Lanning
- Format : Noir et blanc - 1,37: 1
- Musique : Nathan Scott
- Son : Victor B. Appel, Howard Wilson - mono (RCA Sound System)
- Montage : Arthur Roberts
- Décors : Frank Arrigo
- Costumes : Adele Palmer
- Production : Republic Pictures
- Pays de production :  États-Unis
- Durée : 87 minutes
- Date de sortie : 
  - États-Unis : 14 mars 1948

## Distribution
- Marsha Hunt : Francine Taylor
- William Lundigan : Waldo Williams
- Charles Winninger : Oncle Ned
- Gail Patrick : Audrey O'Conner
- Gene Lockhart : Horace Taylor
- Florence Bates : Geraldine Atherton
- Roscoe Karns : Eutace Peabody
- Hobart Cavanaugh : Mason
- Allen Jenkins : Eddie Hale
- Robert Shayne : Tom O'Connor
- Frank Ferguson : Eph
- William Haade : Rocky
- Tom Fadden : Al Follansbee
- Will Wright : Jay Jay Johnson

## Autour du film
Entre 1946 et 1948, Mary Loos et son époux Richard Sale ont collaboré au scénario de quatre comédies - Rendez-vous with Annie, Calendar Girl, Driftwood et The Inside Story - réalisées par Allan Dwan et produites par Republic Pictures. Ces films demeurent quasiment inconnus en France. 
Selon Jacques Lourcelles, The Inside Story est, peut-être, le « plus insolite et le plus original », ne se limitant pas à la description de « personnages sympathiques et pittoresques » inscrits dans l'univers de l'Amérique provinciale. The Inside Story « délivre en même temps un cours d'économie et de finance tout à fait inattendu. »
Allan Dwan se démarque ainsi de la « mythologie populiste » chère à Frank Capra. Pour Dwan, « l'argent doit circuler, comme les idées et le sang, pour être productif de vie, de santé et de bonheur. » Et, dans cette vision de type unanimiste, « la figure de la chaîne de dettes qui lient entre eux les comparses de The Inside Story illustre notre mutuelle interdépendance. Voici un monde où chacun a un rôle à jouer, même le margoulin, même le bootlegger, étant entendu que ce rôle ne saurait être immuable. »